# 伊瓦尔·詹纳
伊瓦尔·詹纳（英語：Ivar Jenner，2004年1月10日—）是出生于荷兰的印尼足球运动员，司职中场。目前效力荷兰足球甲级联赛俱乐部烏德勒支，同时也代印度尼西亚国家足球队。